# Klief
Klief, früher in der Schreibweise Clief, ist ein Wohnplatz in der Gemeinde Kürten im Rheinisch-Bergischen Kreis.

## Lage und Beschreibung
Der Ort liegt im Westen der Gemeinde Kürten an der Grenze zu Odenthal. Die Zufahrtsstraße zu dem Ort heißt Cliev. In der Nähe entspringen der Schwarze Siefen und der Scherfbach. Beide sind am Ort im Naturschutzgebiet Scherfbachtal (GL-078) unter Schutz gestellt.
Die Ortslage besteht aus dem Bauernhof am Ende der Straße und dem Gewerbegebiet Gewerbepark Herweg, zu dem ebenso die Ortslage Herrenhöhe beiträgt.

## Geschichte
Klief wurde erstmals im Jahr 1487 als vam Cleve urkundlich erwähnt. Clef, Clev, Klev ist eine alte Form von Klippe (vergleiche lateinisch clivus = „Hügel“).
Der Hof wurde 1301 durch die Abtei Altenberg für dessen Krankenhaus von Christian von Hochscherf erworben.
Die Topographia Ducatus Montani des Erich Philipp Ploennies aus dem Jahre 1715, Blatt Amt Steinbach, belegt, dass der Ort bereits 1715 als Ort mit einem Hof bestand und als Clef bezeichnet wurde. Aus der Charte des Herzogthums Berg 1789 von Carl Friedrich von Wiebeking geht hervor, dass Klief zu dieser Zeit Teil der Honschaft Bechen im gleichnamigen Kirchspiel im Landgericht Kürten war. Er benennt den Ort als Clef.
Unter der französischen Verwaltung zwischen 1806 und 1813 wurde das Amt Steinbach aufgelöst und Klief wurde politisch der Mairie Kürten im Kanton Wipperfürth  im Arrondissement Elberfeld zugeordnet. 1816 wandelten die Preußen die Mairie zur Bürgermeisterei Kürten im Kreis Wipperfürth. Klief gehörte zu dieser Zeit zu Bechen, das 1845 zur Gemeinde wurde.
Der Ort ist auf der Topographischen Aufnahme der Rheinlande von 1824 als Klef und auf der Preußischen Uraufnahme von 1840 als Clief verzeichnet.
Ab der Preußischen Neuaufnahme von 1892 ist er auf Messtischblättern regelmäßig als Klief oder Clief verzeichnet.
1822 lebten 29 Menschen im als Haus kategorisierten und Klief bezeichneten Ort.
Die Gemeinde- und Gutbezirksstatistik der Rheinprovinz führt Klief 1871 mit fünf Wohnhäusern und 22 Einwohnern auf.
Im Gemeindelexikon für die Provinz Rheinland von 1888 werden sechs Wohnhäuser mit 15 Einwohnern angegeben und der Ort mit bezeichnet.
1895 hatte der Ort vier Wohnhäuser und 20 Einwohner.
1905 besaß der Ort drei Wohnhäuser und 14 Einwohner und gehörte konfessionell zum katholischen Kirchspiel Bechen.
1927 wurden die Bürgermeisterei Kürten in das Amt Kürten überführt. In der Weimarer Republik wurden 1929 die Ämter Kürten mit den Gemeinden Kürten und Bechen und Olpe mit den Gemeinden Olpe und Wipperfeld zum Amt Kürten zusammengelegt. Der Kreis Wipperfürth ging am 1. Oktober 1932 in den Rheinisch-Bergischen Kreis mit Sitz in Bergisch Gladbach auf.
1975 entstand aufgrund des Köln-Gesetzes die heutige Gemeinde Kürten, zu der neben den Ämtern Kürten, Bechen und Olpe ein Teilgebiet der Stadt Bensberg mit Dürscheid und den umliegenden Gebieten kam.
Anfang der 1990er Jahre verschmolzen die Ortslagen Klief und Herrenhöhe durch die Anlage des Gewerbegebiets Gewerbepark Herweg. Das Gewerbegebiet umfasst eine Fläche von 135.000 m².